# Sveinn Björnsson
Sveinn Björnsson (Kopenhagen, 27. veljače 1881. – Reykjavík, 25. siječnja 1952.), sin Björna Jonssona (urednik, kasnije ministar) i Elisabet Sveinsdóttir, bio je prvi predsjednik Republike Island.
On je postao član gradskog vijeća Reykjavika 1912. i bio je njegov predsjednik između 1918. i 1920. godine. Bio je član Althinga od 1914. do 1916. i 1920., a nakon islandske neovisnosti od Danske 1918. on je radio kao ministar u Danskoj tijekom 1920. – 1924. i 1926. – 1940. Sveinn je u tri navrata izabiran za regenta Islanda u periodu 1941. – 1943. 
Izabran je za prvoga predsjednika Islanda 1944. godine. Jedini je islandski predsjednik koji je preminuo tijekom trajanja mandata.
Njegov sin Björn Sv. Björnsson služio je u njemačkoj vojsci kao dio Schutzstaffela u Drugom svjetskom ratu.